# Lithothamnion kerguelenum
Lithothamnion kerguelenum (Dickie) Foslie, 1898  é o nome botânico  de uma espécie de algas vermelhas  pluricelulares do gênero Lithothamnion, subfamília Melobesioideae.
- São algas marinhas encontradas nas Ilhas Kerguelen.

## Sinonímia
- Melobesia kerguelena  Dickie, 1876